# Мунк (дворянский род)
Мунк (швед. Munck af Fulkila) — баронский и дворянский род финского происхождения.

## Происхождение и история рода
Восходит к XVI в.; баронское достоинство получили в 1787 г. от короля шведского.
Род Мунк внесён в матрикул дворянства Великого княжества Финляндского.

## Известные представители
- Адольф Фредрик Мунк (1749—1831) — фаворит шведского короля Густава III
- Иван Иванович Мунк (1795—1865) — генерал от инфантерии и вице-канцлер Александровского университета.

## Описание герба
по Долгорукову
В голубом поле до половины выходящий монах в белом одеянии, и над его головой серебряная звезда.
Щит увенчан дворянскими шлемом и короной. Нашлемник: такой же, как в щите монах со звездой над головой. Намёт на щите серебряный, подложенный голубым.